# Rhinaspis dilaticornis
Rhinaspis dilaticornis är en skalbaggsart som beskrevs av Moser 1924. Rhinaspis dilaticornis ingår i släktet Rhinaspis och familjen Melolonthidae. Inga underarter finns listade i Catalogue of Life.